# Traçabilité agroalimentaire
La traçabilité agroalimentaire est l'application des principes de traçabilité à la filière agroalimentaire, afin d'atteindre des objectifs de sécurité sanitaire des aliments.
Elle vise à mieux qualifier les produits mis sur le marché, à une meilleure maîtrise des dangers et à abaisser les niveaux de risques. La traçabilité est, en effet, nécessaire pour remonter à la source d'un problème d'intoxication alimentaire ou d'une fraude.
Elle est de plus en plus imposée par les certifications.
Elle se faisait surtout dans l’entreprise pour la prémunir en termes de responsabilité, et se fait de plus en plus au niveau de la chaîne logistique et de production, donnant une importance croissante aux échanges de données entre partenaires commerciaux (et « de la fourche à la fourchette » dans le cas des produits agricoles).

## Définition
Le comité du Codex Alimentarius a défini et révisé la traçabilité/ retraçage des produits comme suit :
« La traçabilité correspond à la capacité de suivre les
déplacements d’un aliment parmi des stades précis de la production, de la transformation et de la distribution. » (« de la fourche à la fourchette », pour l'Europe, via le paquet hygiène).

## Systèmes
Deux grands types de systèmes coexistent :
- Conservation durant longtemps des données (avec le cas échéant des échantillons) sur la circulation ; à un échelon supérieur ou à un échelon inférieur à celui de la personne ou de l'entité considérée dans la filière.
- Transmission et stockage de données communes à tous les échelons de la distribution jusqu’à la vente finale, facilitée par les progrès de l'informatique (lecture automatique de code barre, QR code, etc.).

Dans le deuxième cas, la technologie blockchain peut être utilisée afin de faciliter le partage des données entre les acteurs de la filière. Des start-up comme Crystalchain, Koust ou Tilkal proposent des plateformes établies sur cette technologie, ainsi que IBM Food Trust.
Les cas particuliers du gibier, des champignons « sauvages » et du poisson pêché en mer ou en eau douce posent des problèmes particuliers, non encore complètement résolus, mais faisant l'objet de recommandations ou propositions.

## Législation
La CEE a produit depuis 1993 une série de réglementations imposant aux producteurs de denrées alimentaires de mettre en place des mesures visant à assurer un niveau de protection élevée de la sécurité alimentaire du consommateur ; ces règlements CEE s'appliquent aujourd'hui à l'ensemble des pays membres.
- En 1992, la Directive 1992/59/CEE du 29 juin 1992, ou Directive européenne pour la sécurité alimentaire générale, spécifie que la sécurité de tous les produits doit être garantie. Disposer d’un système pour le retrait des produits en rayon des points de vente doit également être prévu, ce qui était prévu en France depuis la loi n° 83-660 du 21 juillet 1983 relative à la sécurité des consommateurs. Ceci est aussi réglé dans la Directive 1992/59/CEE et implique une bonne traçabilité.
- En 1993, la directive CEE HYGIENE 93/43
- En 2002, le règlement CEE TRACABILITE 178/2002 (article 18 de la General Food Law ; règlement européen visant à standardiser la législation en matière de denrées alimentaires dans l'UE, s’appliquant à toutes les entreprises de la chaîne alimentaire y compris les producteurs d’aliments pour animaux, mais à l’exception des cultivateurs de plantes... entré en vigueur le 1er janvier 2005). Un tel dispositif avait été prévu, en France, par la loi d'orientation agricole du 9 juillet 1999.

L'article 18 du règlement exige la traçabilité des denrées alimentaires, des aliments pour animaux, des animaux producteurs de denrées alimentaires et de toute autre substance destinée à être incorporée ou susceptible d’être incorporée dans des denrées alimentaires ou des aliments pour animaux, et ceci a toutes les étapes de la production, de la transformation et de la distribution. Les exploitants du secteur alimentaire doivent être en mesure d’identifier toute personne leur ayant fourni une denrée alimentaire et d’identifier les entreprises auxquelles leurs produits ont été fournis. À cet effet, ces exploitants doivent disposer de systèmes et de procédures permettant de mettre l’information en question à la disposition des autorités compétentes, à la demande de celles-ci.
- En 2004, le règlement CEE 852/2004 qui s'applique à partir du 1er janvier 2006.

## Normes
Série ISO 22000 des normes sur la sécurité des denrées alimentaires :
- ISO 22000 Systèmes de management de la sécurité des denrées alimentaires -- Exigences pour tout organisme appartenant à la chaîne alimentaire

- ISO 22002 Traçabilité de la chaîne alimentaire -- Principes généraux et exigences fondamentales s'appliquant à la conception du système et à sa mise en œuvre (projet en cours)

- ISO 22004 Systèmes de management de la sécurité des denrées alimentaires -- Recommandations pour l'application de l'ISO 22000:2005

- ISO 22005 Traçabilité de la chaîne alimentaire -- Principes généraux et exigences fondamentales s'appliquant à la conception du système et à sa mise en œuvre

Voir aussi de façon générale : Liste de normes ISO par domaines.

## Enjeux du suivi de filières
Dans un contexte de mondialisation accélérée, il apparaît de plus en plus nécessaire d'introduire et d'appliquer des méthodes efficaces de traçabilité sur l'ensemble de la filière agroalimentaire, de la fourche à la fourchette en Europe, comme le veut le « paquet Hygiène », intégrant donc la traçabilité à partir du maillon amont (intrants dès le niveau semences en particulier).

### Identification des bovins
À la suite de la crise de la vache folle, la France a redéfini en 1998, les critères d'identification pour répondre aux exigences européennes de traçabilité de la viande bovine et des produits à base de viande bovine.
 
L'identification se fait par une boucle plastique installée par percement de chaque oreille, agréée, couleur saumon, avec 10 chiffres précédés du code pays (FR pour la France) matérialisés également par un code barre : 
- les 2 premiers chiffres correspondent au chiffre du département
- les 4 derniers chiffres (caractères gras, facilement lisibles) sont le numéro de travail,
- inscription de l'identification sur un registre tenu à la ferme, mentionnant toutes les naissances, entrées et sorties (vente, abattoir, équarrissage),
- enregistrement des informations relatives notamment aux détenteurs d'animaux, aux exploitations, aux animaux détenus, à leurs mouvements et à leur identification dans la base de données nationale d'identification (BDNI) et de traçage des bovins et de leurs produits[3].

L'éleveur doit identifier les bovins nés dans la ferme qu'il gère avant l'âge de 7 jours, et informer l'Établissement départemental d’élevage (EDE) avant sept jours de toute naissance entrée et sortie ou de la perte d'une boucle. L'EDE produit par bovin un passeport bovin avec références de l'élevage (numéro de cheptel) et de l'animal (date de naissance, origine, numéro...).
Des contrôles sont réalisés par l'autorité vétérinaire.
Depuis le début des années 2000 environ, une controverse concerne l'étiquetage, et donc la traçabilité des aliments ayant nourri les bêtes des filières laitières et viande, en particulier de manière que le consommateur puisse savoir si l'animal a consommé des OGM, et lesquels, en quelle quantité et durant combien de temps.
La transparence sur le niveau de risque des abattoirs et des élevages bovins est également débattue, notamment concernant le niveau de "risque Salmonelle" et "E. coli O157" (souche dangereuse et nosocomiale). Elle permettrait de réduire ce risque et, par exemple, d'abattre à part ou en dernier les animaux provenant d'élevages jugés à risque élevé pour en faire autre chose que de la viande hachée (mode de tranchage présentant le plus gros risque sanitaire pour l'alimentation humaine).
Voir : Enregistrement et traçabilité des données sanitaires relatives à la santé animale bovine en France

## ITT (intégrateur temps température)
Les ITT permettent le suivi du couple temps-température, et sont particulièrement présents dans l'agro-alimentaire et dans la santé. Différentes technologies d'intégration temps / température sont disponibles et ont pour but de refléter de façon plus ou moins précise l'état de fraîcheur et les conditions de conservation des aliments frais. Souvent disponibles sous le format d'étiquettes, ces indicateurs permettent de s'assurer de la fraîcheur des produits sur lesquels ils auront été apposés.
Il existe également dans le commerce un appareil à trois zones (verte-orange-rouge), appelé chrono-thermomètre, qui indique visuellement non seulement une hausse de la température, mais également sa durée, ce qui permet de vérifier au premier coup d'œil la présence d'un germe pathogène dans les aliments conservés.